# Nyssopsora trevesiae
Nyssopsora trevesiae är en svampart som först beskrevs av Ernst Gäumann, och fick sitt nu gällande namn av Woldemar Tranzschel 1925. Nyssopsora trevesiae ingår i släktet Nyssopsora och familjen Raveneliaceae.   Inga underarter finns listade i Catalogue of Life.